# Хапала, Элизабет
Элизабет Хапала (нем. Elisabeth Hapala; род. в 1994 году) — австрийская шахматистка, мастер ФИДЕ по шахматам среди женщин (2015). Победительница чемпионата Австрии по шахматам среди женщин (2020).

## Биография
В 2020 году в Граце Элизабет Хапала выиграла чемпионата Австрии по шахматам среди женщин.
С 2016 года Элизабет Хапала регулярно участвует в личном чемпионате Европы по шахматам среди женщин.
В австрийской женской шахматной бундеслиге Элизабет Хапала выступает за шахматный клуб «ASVÖ Pamhagen». Она дважды участвовала с этим клубом в Кубках европейских клубов по шахматам среди женщин (2013, 2016).
Элизабет Хапала играла за Австрию на шахматных олимпиадах среди женщин:
- в 2014 году на запасной доской на 41-й Шахматной Олимпиаде (женщины) в Тромсё (+3, =1, -3),
- в 2016 году на запасной доской на 42-й Шахматной Олимпиаде (женщины) в Баку (+3, =1, -3)[4],
- в 2022 году на запасной доске на 44-й Шахматной Олимпиаде (женщины) в Ченнаи (+6, =1, -3)[5].

Элизабет Хапала играла за Австрию на командном чемпионате Европы по шахматам среди женщин:
- в 2021 году на второй доске 14-го командного чемпионата Европы по шахматам (женщины) в Чатеж-об-Сави (+2, =0, -5)[6].

## Изменения рейтинга
| Графики недоступны из-за технических проблем. См. информацию на Фабрикаторе и на mediawiki.org. |